# Nicorps
Nicorps település Franciaországban, Manche megyében. Lakosainak száma 361 fő (2022. január 1.). Nicorps Courcy, Coutances, Ouville, Saint-Pierre-de-Coutances és Saussey községekkel határos.

## Népesség
A település népességének változása:
| Lakosok száma | 248  | 320  | 346  | 421  | 414  | 418  | 409  | 388  | 378  | 361  |
|               | 1968 | 1982 | 1990 | 2006 | 2013 | 2015 | 2017 | 2019 | 2020 | 2022 |